# Battaglia di Camlann
La battaglia di Camlann è conosciuta come l'ultima battaglia di re Artù, dove egli morì o fu ferito a morte. Le descrizioni rimaste sono poco più che leggende, poiché tutte presentano elementi di folklore. Alcuni storici dubitano persino che questa battaglia ci sia mai stata.

## Storia
Il più antico riferimento alla battaglia si trova negli Annales Cambriae, che riporta la data del 537: «lo scontro di Camlann nel quale Artù e Medraut (Mordred) morirono» senza peraltro specificare se nella battaglia i due guerrieri fossero su schieramenti opposti. I resoconti successivi si trovano nell'Historia Regum Britanniae di Goffredo di Monmouth dove già compare il tema del tradimento di Mordred nei confronti di Artù e nella storia gallese Il sogno di Rhonabwy.
Nella maggior parte dei racconti, la battaglia è stata causata da un cavaliere che, contro gli ordini, sguainò la spada per uccidere un serpente. Sguainare una lama era contrario alle regole della tregua. Così, i due eserciti caricarono.  La tradizione in lingua gallese dice che la battaglia fu il risultato di una faida tra Artù e Medrod (Mordred), con origine in una lite tra Gwenhwyfar (Ginevra) e Gwenhwyfach, rispettivamente moglie e cognata di Artù. Per altri, invece, i due si sarebbero affrontati per decidere chi avrebbe regnato sulla Britannia.
Artù e Mordred si sarebbero uccisi a vicenda e, come narra Thomas Malory, dopo la battaglia il cavaliere Bedivere riportò Excalibur alla Dama del Lago.
Per alcuni il luogo della battaglia potrebbe essere Queen Camel nel Somerset, che è nei pressi della fortezza vicino a South Cadbury (identificato da alcuni con Camelot), dove il fiume Cam scorre sotto la Camel Hill e l'Annis Hill. I luoghi più compatibili con la teoria di un Artù nordico sono Birdoswald o Castlesteads, vicino al Vallo di Adriano: la seconda località, in latino, si chiamava Camboglanna.  Altre identificazioni proposte sono: il fiume Camel lungo il confine della Cornovaglia e il fiume Camlann, nell'Eifionydd (Galles).